# كلينسفيل (أوكلاهوما)
كلينسفيل (بالإنجليزية: Collinsville, Oklahoma)‏ هي مدينة تقع في مقاطعة تلسا, مقاطعة روجرز بولاية أوكلاهوما في الولايات المتحدة. تبلغ مساحة هذه المدينة 18.7 (كم²)، وترتفع عن سطح البحر 195 م، بلغ عدد سكانها 5672 نسمة في عام 2010 حسب إحصاء مكتب تعداد الولايات المتحدة.

## التركيبة السكانية
حدّد مكتب تعداد الولايات المتحدة بيانات التركيبة السكانية لكلينسفيل في تعداد الولايات المتحدة. في ما يلي، التركيبة السكانية حسب تعدادي 2000 و2010.

### تعداد عام 2000
بلغ عدد سكان كلينسفيل 4,077 نسمة بحسب تعداد عام 2000، وبلغ عدد الأسر 1,550 أسرة وعدد العائلات 1,113 عائلة مقيمة في المدينة. في حين سجلت الكثافة السكانية 212.3 نسمة لكل كيلومتر مربع (549.9/ميل2). وبلغ عدد الوحدات السكنية 1,688 وحدة بمتوسط كثافة قدره 87.9 لكل كيلومتر مربع (227.7/ميل2).
وتوزع التركيب العرقي للمدينة بنسبة 82.95% من البيض و0.37% من الأمريكيين الأفارقة و8.85% من الأمريكيين الأصليين و0.39% من الأمريكيين ذوي الأصول الآسيوية و0.10% من سكان جزر المحيط الهادئ و0.34% من الأعراق الأخرى و6.99% من عرقين مختلطين أو أكثر و1.72% من الهسبانيون أو اللاتينيون من أي عرق.
بلغ عدد الأسر 1,550 أسرة كانت نسبة 40% منها لديها أطفال تحت سن الثامنة عشر تعيش معهم، وبلغت نسبة الأزواج القاطنين مع بعضهم البعض 56.5% من أصل المجموع الكلي للأسر، ونسبة 11.1% من الأسر كان لديها معيلات من الإناث دون وجود شريك، بينما كانت نسبة 4.3% من الأسر لديها معيلون من الذكور دون وجود شريكة وكانت نسبة 28.2% من غير العائلات. تألفت نسبة 24.9% من أصل جميع الأسر من عدة أفراد يعيشون في نفس المنزل ونسبة 11% كانت تتألف من شخص يعيش بمفرده يبلغ من العمر 65 عاماً أو أكثر. وبلغ متوسط حجم الأسرة المعيشية 2.55، أما متوسط حجم العائلات فبلغ 3.02.
بلغ العمر الوسطي للسكان 35.1 عاماً. وكانت نسبة 27% من القاطنين تحت سن الثامنة عشر، وكانت نسبة 8% بين الثامنة عشر والرابعة والعشرين عاماً، ونسبة 29.8% كانت واقعةً في الفئة العمرية ما بين الخامسة والعشرين والرابعة والأربعين عاماً، ونسبة 20.4% كانت ما بين الخامسة والأربعين والرابعة والستين، ونسبة 11.9% كانت ضمن فئة الخامسة والستين عاماً فما فوق. يوجد لكل 100 أنثى 96.6 ذكر، ويوجد لكل 100 أنثى في الثامنة عشر من عمرها فما فوق 91.8 ذكر.
بلغ متوسط دخل الأسرة في المدينة 36,209 دولارًا، أما متوسط دخل العائلة فبلغ 41,275 دولارًا. وكان متوسط دخل الذكور 29,670 دولارًا مقابل 23,854 دولارًا للإناث. وسجل دخل الفرد الخاص بالمدينة 17,699 دولارًا. وكانت نسبة 7.3% من العائلات ونسبة 11.4% من السكان تحت خط الفقر، وكان من هؤلاء نسبة 17.8% تحت سن الثامنة عشر ونسبة 7.3% في الخامسة والستين من العمر وما فوق.

### تعداد عام 2010
بلغ عدد سكان كلينسفيل 5,606 نسمة بحسب تعداد عام 2010، وبلغ عدد الأسر 2,111 أسرة وعدد العائلات 1,529 عائلة مقيمة في المدينة. في حين سجلت الكثافة السكانية 292 نسمة لكل كيلومتر مربع (756.3/ميل2). وبلغ عدد الوحدات السكنية 2,324 وحدة بمتوسط كثافة قدره 121 لكل كيلومتر مربع (313.4/ميل2).
وتوزع التركيب العرقي للمدينة بنسبة 76.26% من البيض و1.23% من الأمريكيين الأفارقة و12.24% من الأمريكيين الأصليين و2.09% من الأمريكيين ذوي الأصول الآسيوية و0.02% من سكان جزر المحيط الهادئ و0.82% من الأعراق الأخرى و7.35% من عرقين مختلطين أو أكثر و3.14% من الهسبانيون أو اللاتينيون من أي عرق.
بلغ عدد الأسر 2,111 أسرة كانت نسبة 39.5% منها لديها أطفال تحت سن الثامنة عشر تعيش معهم، وبلغت نسبة الأزواج القاطنين مع بعضهم البعض 54.4% من أصل المجموع الكلي للأسر، ونسبة 12% من الأسر كان لديها معيلات من الإناث دون وجود شريك، بينما كانت نسبة 6.1% من الأسر لديها معيلون من الذكور دون وجود شريكة وكانت نسبة 27.6% من غير العائلات. تألفت نسبة 24.4% من أصل جميع الأسر من عدة أفراد يعيشون في نفس المنزل ونسبة 12% كانت تتألف من شخص يعيش بمفرده يبلغ من العمر 65 عاماً أو أكثر. وبلغ متوسط حجم الأسرة المعيشية 2.62، أما متوسط حجم العائلات فبلغ 3.09.
بلغ العمر الوسطي للسكان 35.0 عاماً. وكانت نسبة 27.8% من القاطنين تحت سن الثامنة عشر، وكانت نسبة 7.9% بين الثامنة عشر والرابعة والعشرين عاماً، ونسبة 29% كانت واقعةً في الفئة العمرية ما بين الخامسة والعشرين والرابعة والأربعين عاماً، ونسبة 22.2% كانت ما بين الخامسة والأربعين والرابعة والستين، ونسبة 13.1% كانت ضمن فئة الخامسة والستين عاماً فما فوق. وتوزع التركيب الجنسي للسكان بنسبة 48.6% ذكور و51.4% إناث.

## وصلات خارجية
- http://www.collinsville-ok.com/
- The US50 - Cities and Towns in Oklahoma State